# Höhenland
Höhenland település Németországban, azon belül Brandenburgban. Lakosainak száma 1081 fő (2023. december 31.). Höhenland Falkenberg (Mark) és Heckelberg-Brunow községekkel határos.

## Népesség
A település népességének változása:
| Lakosok száma | 1014 | 990  | 1028 | 1070 | 1081 |
|               | 2017 | 2019 | 2021 | 2022 | 2023 |